# Epiphile latifasciata
Epiphile latifasciata är en fjärilsart som beskrevs av Johannes Karl Max Röber 1913. Epiphile latifasciata ingår i släktet Epiphile och familjen praktfjärilar. Inga underarter finns listade i Catalogue of Life.